# NGC 7817
NGC 7817 é uma galáxia espiral (Sbc) localizada na direcção da constelação de Pegasus. Possui uma declinação de +20° 45' 02" e uma ascensão recta de 0 horas, 03 minutos e 58,5 segundos.
A galáxia NGC 7817 foi descoberta em 15 de Setembro de 1784 por William Herschel.